# Людерс, Давид
Давид Людерс (нем. David Lüders; 1710—1759) — немецкий художник-портретист XVIII века, работавший в России во второй половине 1750-х годов. Представитель Россики.

## Биография
Родился в 1710 году в Саксонии. Изучал живопись под руководством Франсуа Лемуана. В 1757 году приехал в Россию в свите вернувшегося из-за границы графа П. Г. Чернышёва. Работал в Санкт-Петербурге и Москве, но не будучи, по словам Ровинского, в силах конкурировать с Токке и Ротари, покинул Россию. Скончался в 1759 году. По другой версии Людерс ещё долго жил в России, но первое предположение вернее, так как дошедшие до нас портреты его работы относятся к вышеуказанным годам.
По отзыву Штелина, Людерс был очень образованный человек, отлично рассуждал об искусстве, но сам писал очень плохо; последнее не соответствует действительности: сохранившиеся до нашего времени портреты Людерса очень правдивы, что делает их прекрасными документами эпохи. Тот же Штелин оставил очень интересное описание одного не дошедшего до нас портрета Людерса; на нем «был изображен Григорий Демидов в своем кабинете редкостей; подле него стоит жена его; она подает мужу букет из пяти свежих роз, на которые он не обращает внимания; подле, в горшке, розовый куст с пятью отцветшими розами и 25 листками. Вся эта фантасмагорическая аллегория должна была означать, что супружество Демидова продолжалось 25 лет и что за это время у них было десять человек детей, из которых пятеро умерли, а пятеро остались в живых».

## Галерея

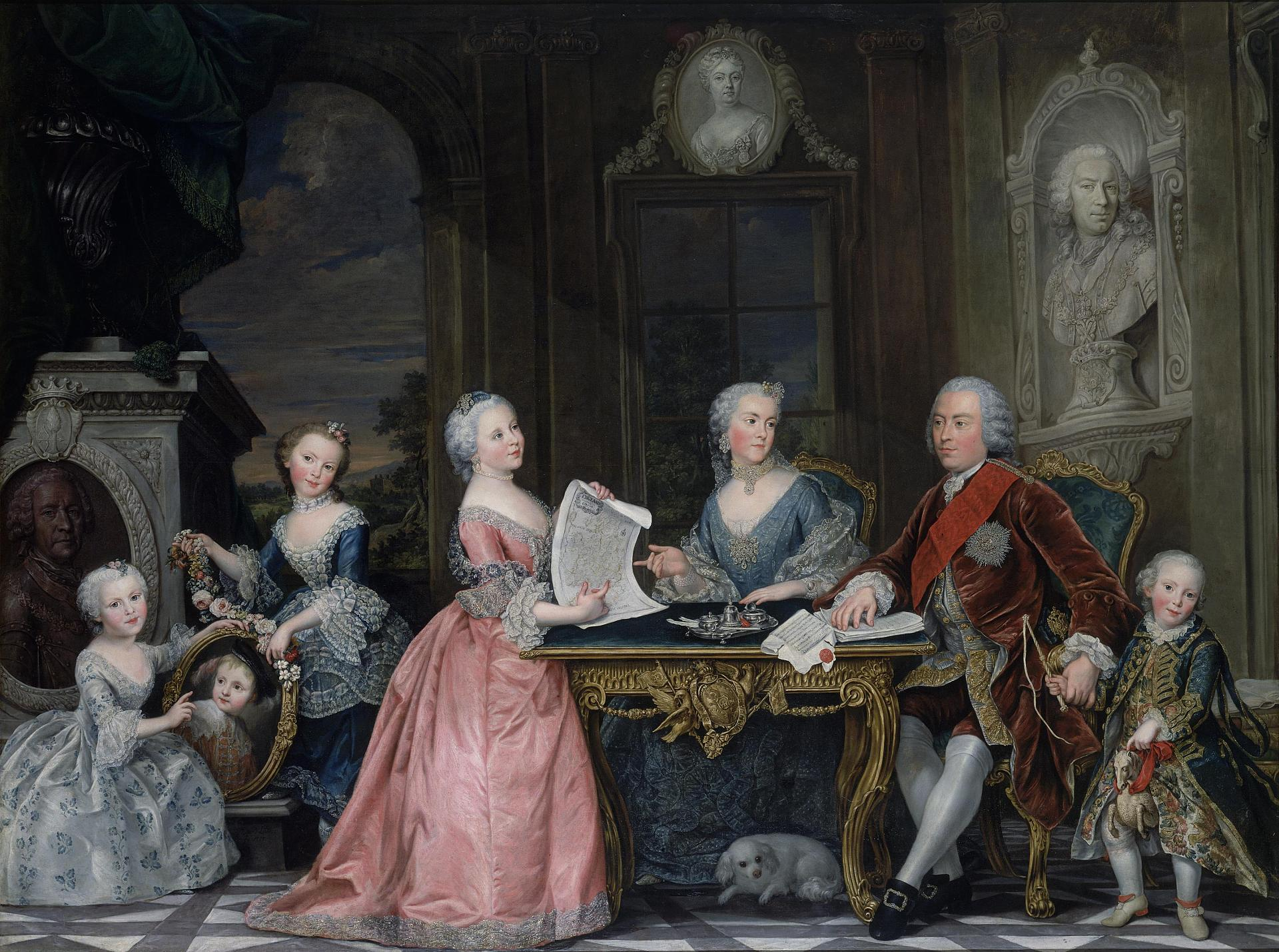
Семейство графа П. Г. Чернышёва, Ок. 1750, Государственный Эрмитаж.
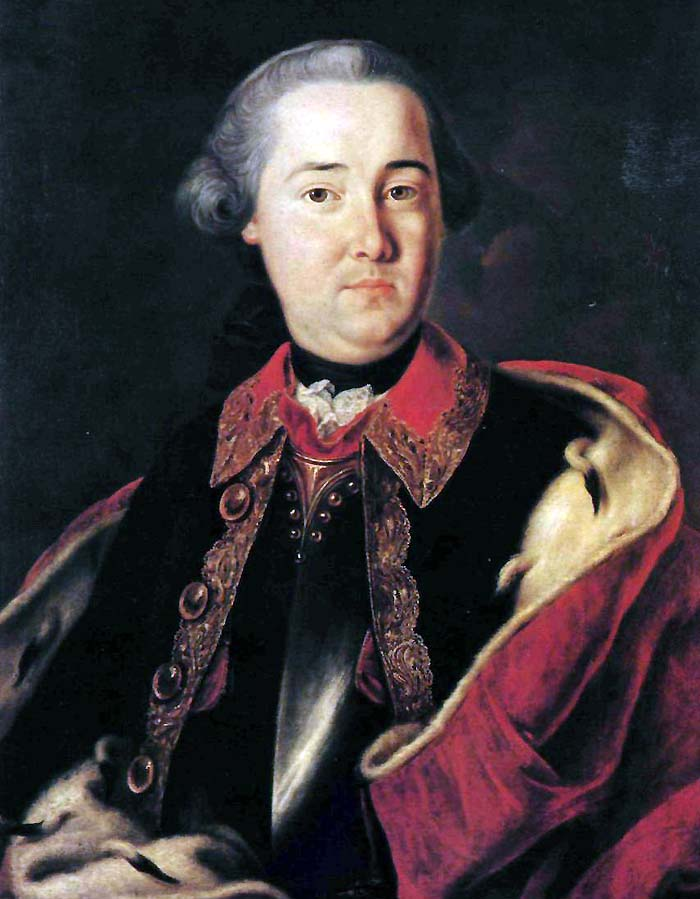
Портрет князя Ивана Ивановича Лобанова-Ростовского
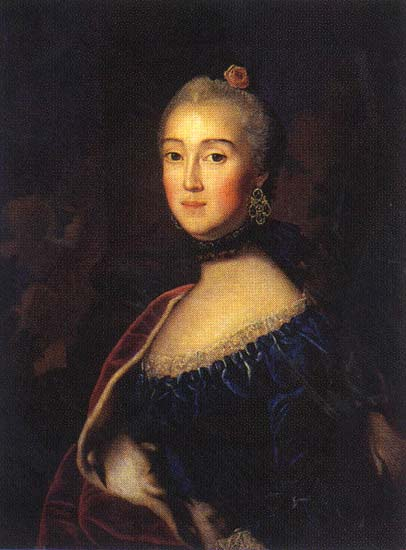
Портрет княгини Екатерины Александровны Лобановой-Ростовской, урождённой княжны Куракиной (парный к предыдущему; Государственный Русский музей)
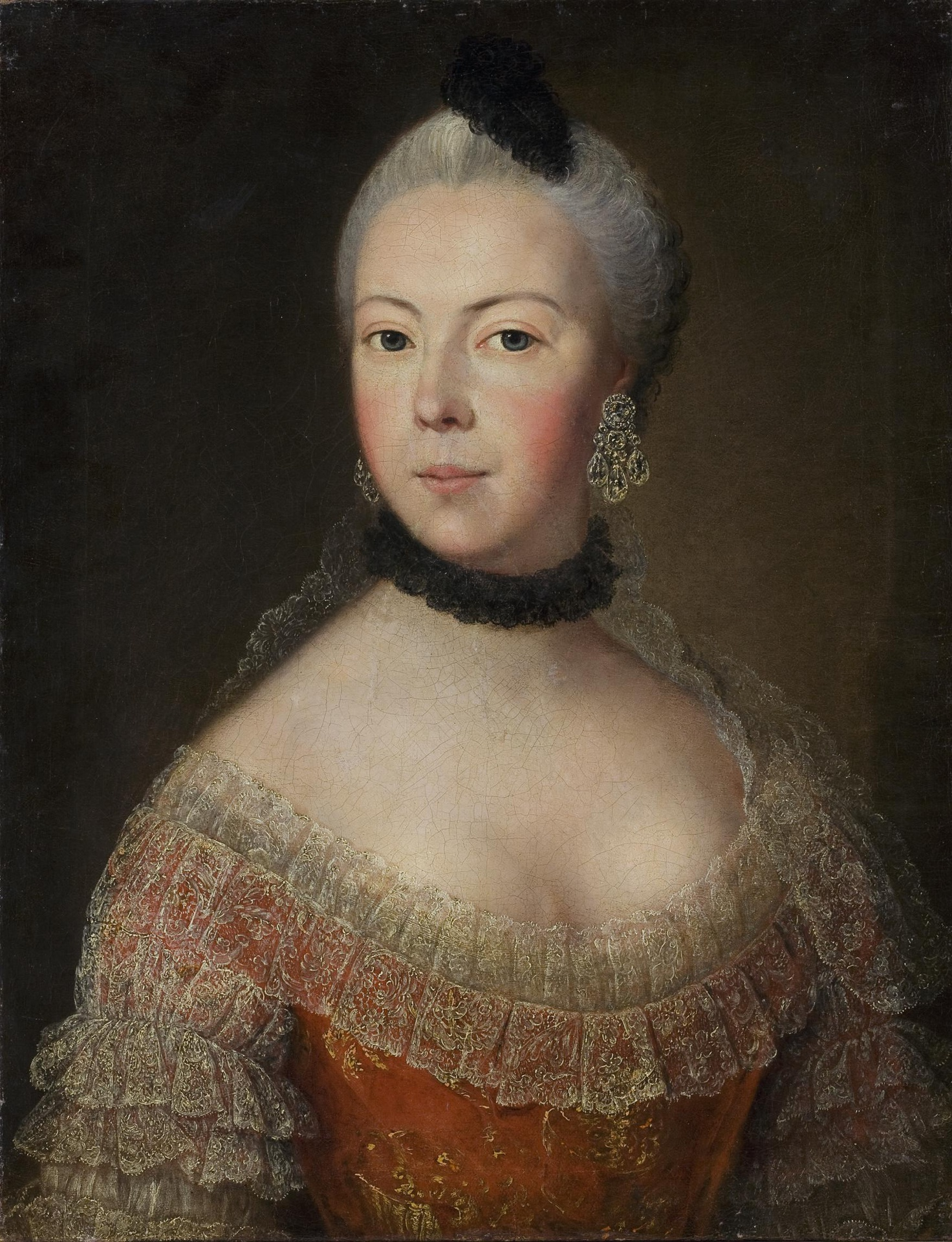
Портрет молодой дамы (Анастасии Долгоруковой?). 1750-е, Государственный Эрмитаж.
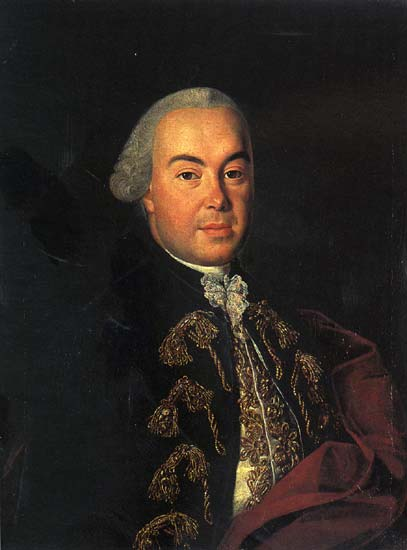
Портрет Александра Даниловича Янькова, 1758, Государственная Третьяковская галерея
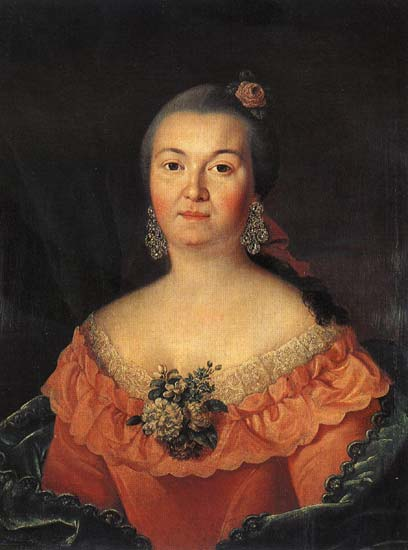
Портрет Анны Ивановны Яньковой, урождённой Татищевой (парный к предыдущему, 1758, Государственная Третьяковская галерея)
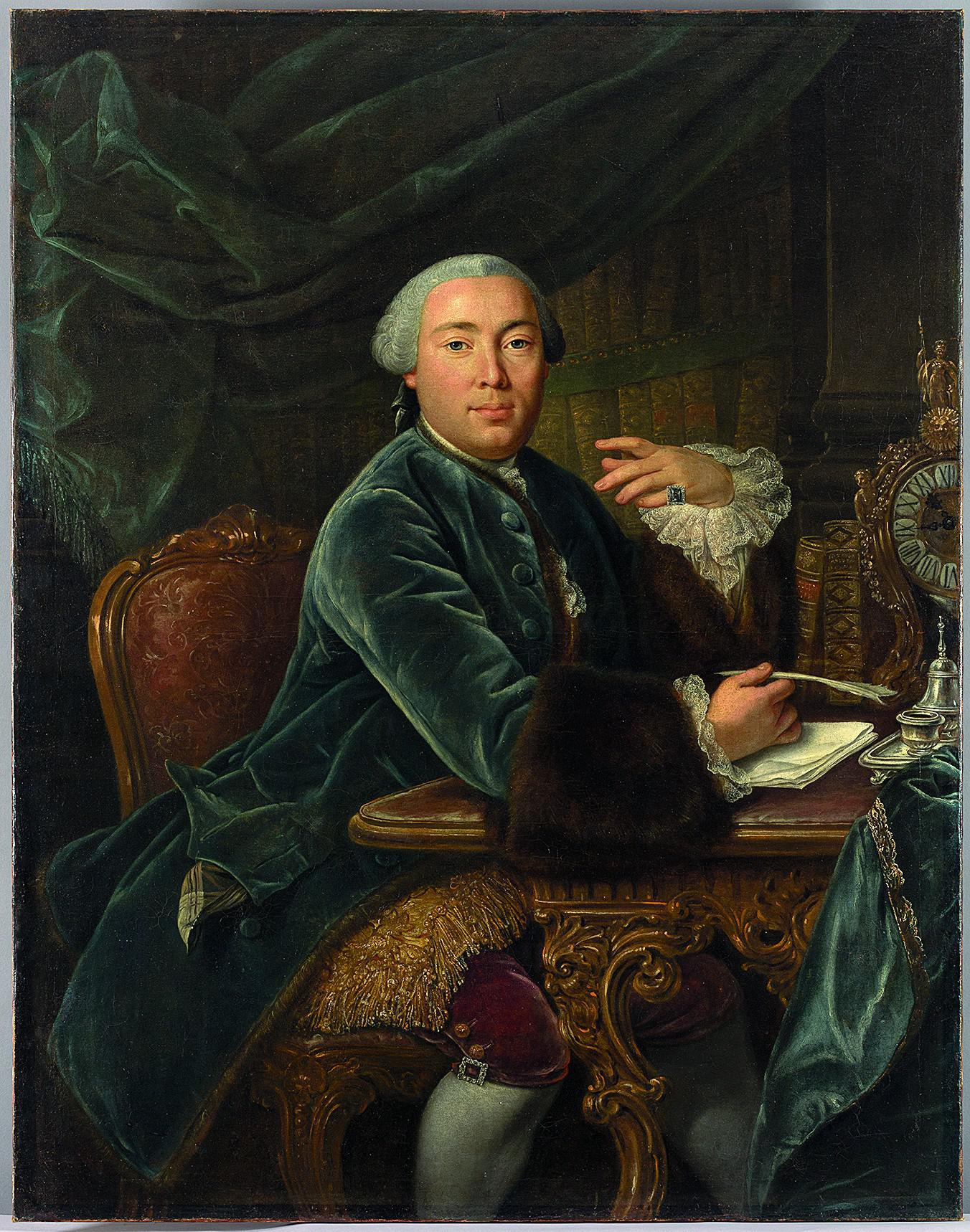
Портрет Григория Николаевича Теплова, Государственный Эрмитаж.
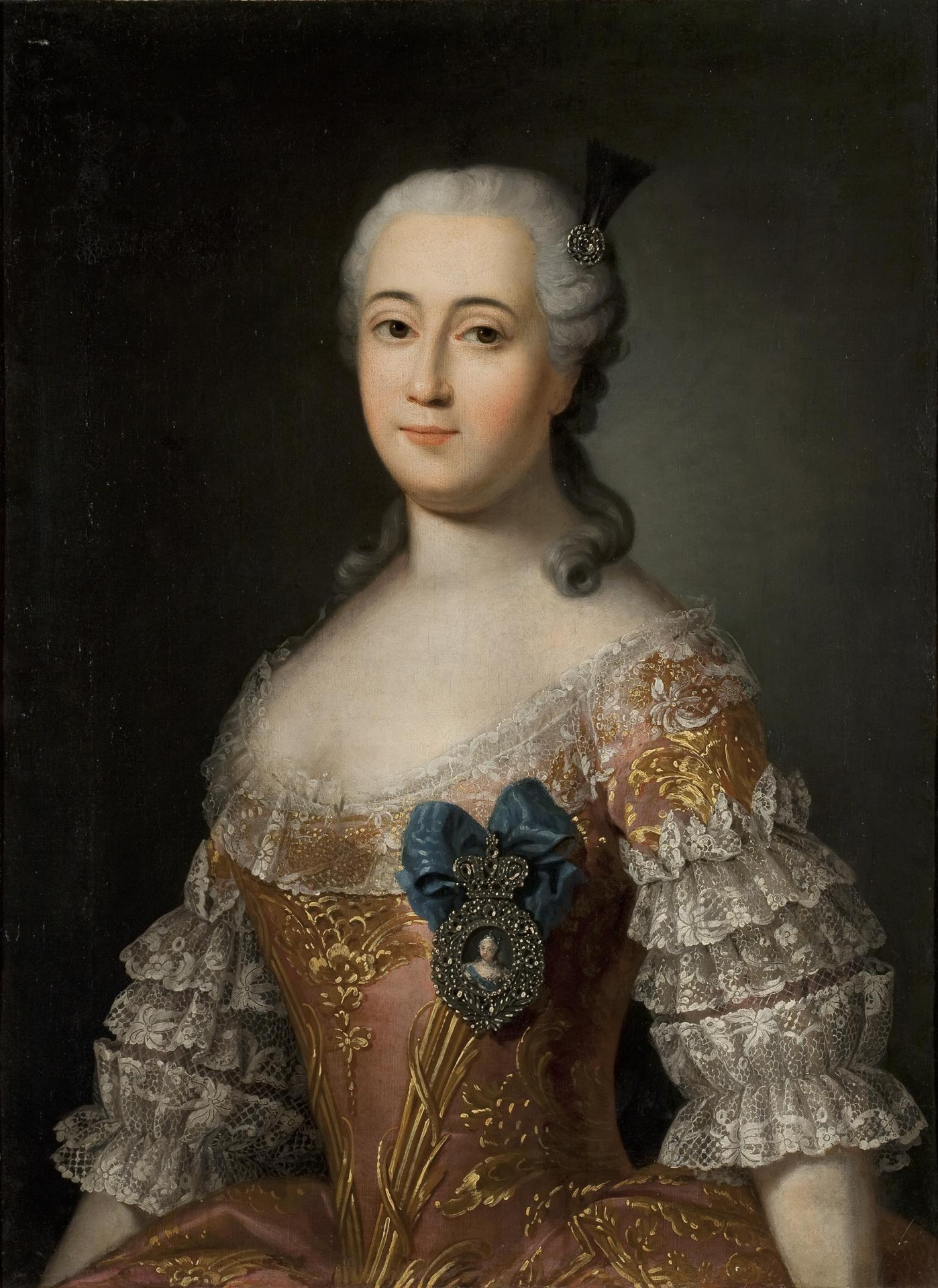
Портрет фрейлины, Государственный Эрмитаж.